# Rob Harvey
Rob Harvey é um especialista em efeitos visuais estadunidense. Venceu o Oscar de melhores efeitos visuais na edição de 2001 por Gladiator, ao lado de John Nelson, Tim Burke e Neil Corbould.